# Ettringen (Bawaria)
Ettringen – miejscowość i gmina w Niemczech, w kraju związkowym Bawaria, w rejencji Szwabia, w regionie Donau-Iller, w powiecie Unterallgäu. Leży w Szwabii, częściowo w Parku Natury Augsburg – Westliche Wälder, około 13 km na północny wschód od Mindelheimu, nad rzeką Wertach.

## Dzielnice
W skład gminy wchodzą następujące dzielnice:
Aletshofen, Ettringen, Forsthofen, Höfen, Oberhöfen, Siebnach i Traunried.

## Demografia
| Rok  | Liczba mieszk. |
| ---- | -------------- |
| 1970 | 2 919          |
| 1987 | 2 993          |
| 2000 | 3 468          |

## Polityka
Wójtem gminy jest Robert Sturm, rada gminy składa się z 16 osób.
|      | CSU/Parteilose Wähler | SPD/Parteilose Bürger | FW | WG Siebnach | DG Traunried | Razem |
| 2008 | 7                     | 2                     | 4  | 2           | 1            | 16    |
| 2002 | 7                     | 2                     | 4  | 2           | 1            | 16    |

## Oświata
W gminie znajdują się 2 przedszkola oraz szkoła podstawowa (21 nauczycieli i 321 uczniów).